# ريكاردا هوخ
ريكاردا هوخ (بالألمانية: Ricarda Huch)‏ (و.18 يوليو 1864 - 17 نوفمبر 1947) روائية وشاعرة ومؤرخة ألمانية، اشتهرت بتأريخها للأعمال الروائية الرومانسية، ولها إسهامات في تأريخ أحداث الحروب العالمية. تم ترشيحها لنيل جائزة نوبل في الأدب سبع مرات، كما حصلت على جائزة غوته عام 1931.

## روابط خارجية
- ريكاردا هوخ على موقع IMDb (الإنجليزية)
- ريكاردا هوخ على موقع مونزينجر (الألمانية)
- ريكاردا هوخ على موقع ميوزك برينز (الإنجليزية)
- ريكاردا هوخ على موقع قاعدة بيانات الأفلام السويدية (السويدية)
- ريكاردا هوخ على موقع ديسكوغز (الإنجليزية)
- ريكاردا هوخ على موقع كينوبويسك (الروسية)